# David Mullich
David Mullich (né en 1958 à Burbank, en Californie) est un producteur et concepteur de jeux vidéo américain, qui a notamment créé le jeu d'aventure culte The Prisoner en 1980, produit l'adaptation I Have No Mouth, and I Must Scream en 1995, et conçu plusieurs jeux de la franchise Heroes of Might and Magic. Au cours de sa carrière de plusieurs dizaines d'années, Mullich a non seulement travaillé pour certains des premiers éditeurs de jeux vidéo, mais a ensuite travaillé pour certaines des plus grandes sociétés de jeux plus récentes,,,,,,.

## Ludographie

### Edu-Ware Services
- Space I (1979)
- Space II (1979)
- Windfall: The Oil Crisis Game (1980)
- Network (1980)
- The Prisoner (1980)
- Empire I: World Builders (1981)
- Rendezvous: A Space Shuttle Flight Simulation (1982)
- Prisoner 2 (1982)
- Empire II: Interstellar Sharks (1982)
- Tranquility Base (1984)
- Empire III: Armageddon (1984)

### Electric Transit
- Wilderness: A Survival Adventure (1986)
- Lunar Explorer: A Space Flight Simulator (1986)

### Walt Disney Computer Software
- Win, Lose or Draw (1988)
- Matterhorn Screamer! (1988)
- The Chase on Tom Sawyer's Island (1988)
- DuckTales: The Quest for Gold (1990)
- Mickey's Crossword Puzzle Maker (1991)

### Philips Interactive Media of America
- Video Speedway (1993)

### Cyberdreams
- I Have No Mouth, and I Must Scream (1995)
- Dark Seed II (1995)
- Noir: A Shadowy Thriller (1996)

### The 3DO Company
- Heroes of Might and Magic III (1999)
- Heroes of Might and Magic III: Armageddon's Blade (1999)
- Heroes of Might and Magic III: The Shadow of Death (2000)
- Heroes Chronicles: Conquest of the Underworld (2000)
- Heroes Chronicles: Masters of the Elements (2000)
- Heroes Chronicles: Warlords of the Wastelands (2000)
- Heroes Chronicles: The Final Chapters (2001)
- Heroes of Might and Magic IV (2002)

### Activision
- Vampire: The Masquerade - Bloodlines (2004)

### Abandon Mobile
- Bode Miller Alpine Racing (2006)
- NBC Sports Figure Skating (2006)
- NBC Sports Heads-Up Poker (2006)
- NBC Sports Real Golf (2006)
- National Heads-Up Poker Championship (2007)
- Marine Scout Sniper (2007)
- Freaky Creatures (2009)

### Spin Master Studios
- Bakugan Dimensions (2010)
- Zoobles! (2010)